# 강영재
강영재(姜泳在, 1964년 12월 17일 ~ )는 하이트진로 음료 대표이사로 대한민국의 기업인이자 전직 대학교수이다.
서울대학교 경제학과를 졸업하고 미국 프린스턴 대학교에서 경제학 박사학위를 취득한 뒤, 스웨덴 스톡홀름 대학교 경제대학 객원교수와 한국개발연구원 연구위원을 지내다가 40대 중반이 되어서야 기업인의 길을 걷게 되었다.
엔플랫폼 부사장과 하이트맥주 부사장을 거쳐 2012년 하이트진로음료 대표이사가 되었다.